# Archeologické nálezy v Brně-Maloměřicích

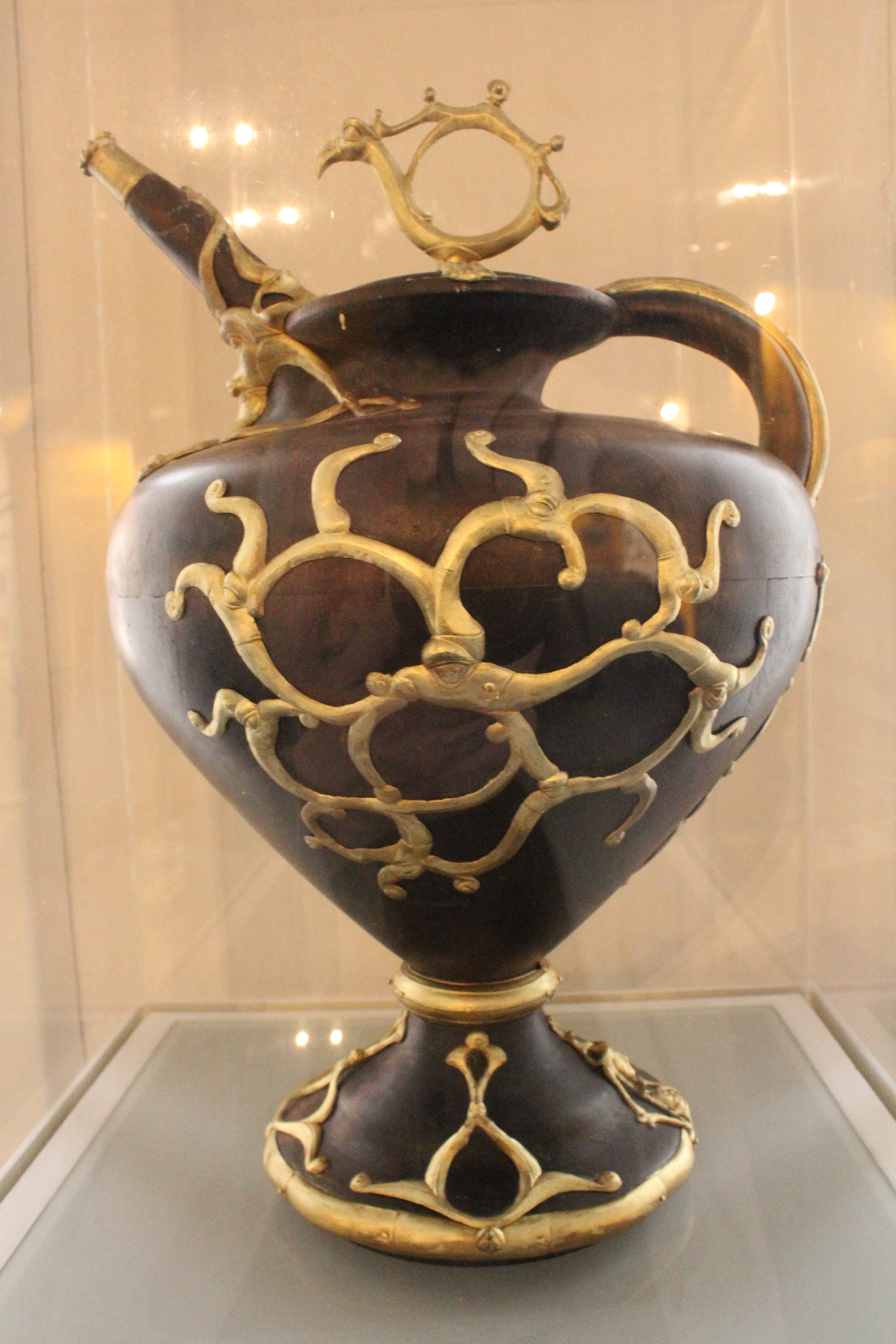
Keltská konvice objevená na pohřebišti je interpretována jako obřadní nádoba

Keltské pohřebiště v Brně-Maloměřicích je největší keltské pohřebiště na Moravě, které bylo prozkoumáno v roce 1941 při stavbě nákladního nádraží v Brně-Maloměřicích v poloze Plíže (Na bařinách).

## Průzkum pohřebiště
Od podzimu 1939 byly porušovány kostrové hroby, které iniciovaly záchranný archeologický výzkum, realizovaný od 16. května do 23. června 1941 pod vedením archeologa Moravského zemského musea Josefa Poulíka. Výzkum odkryl celkem 76 hrobů, další nálezci (František Adámek, Alois Říčka, Bedřich Vyskočil) pak zachránili nálezy z minimálně dalších deseti hrobů.
Pohřebiště bylo částečně zničeno zemními pracemi. Dochovaná část vypovídá, že nekropole měla zhruba oválný tvar o rozměrech cca 100 a 70 m. Hroby tvoří náznaky řad, patrně byly na povrchu nějakým způsobem označeny, neboť se vzájemně respektují. Na pohřebišti jsou zastoupeny všechny typy hrobů, dokládající značné rozvrstvení keltské společnosti – bylo zde odkryto 15 pohřbů bojovníků s kompletní výbavou, mečem s opaskem na zavěšení, kopím a štítem, na druhé straně i mužské hroby s minimem nálezů. Pohřby žen jsou jak s bohatým vybavením s nákrčníky, sponami, prsteny, opasky, náramky, nánožníky, tak i chudé, bez výbavy. Přibližně třetina hrobů obsahovala nádoby a zvířecí kosti (část hlavy nebo zadní končetiny prasete). Naprostá většina hrobů je kostrových, orientovaných ve směru sever-jih, pouze několik bojovnických hrobů ve směru východ-západ. Pohřbení byli do hrobu ukládání v natažené poloze naznak s rukama podél těla, v několika případech byly zjištěny pozůstatky dřevěné schránky nebo desky, na níž byl nebožtík položen. Pět hrobů je žárových nebo se nepodařilo pozůstatky pohřbu nalézt. Pohřebiště je datováno do stupně LT B1 (kolem roku 300 př. n. l.), některé předměty však naznačují vývoj do mladších fází LT B2 a ojediněle i LT C1.
I když Josef Poulík odkryl jednu z nejvýznamnějších keltských lokalit 4. a 3. století př. n. l. na Moravě, nejvýznamnější nález této lokality – pozůstatky unikátní honosné dřevěné konvice s bronzovými aplikacemi, interpretované jako obřadní nádoba – objevili dělníci při kopání zeminy již 3. května, dva týdny před započetím výzkumu. Soubor bronzových kování vzápětí publikoval tehdejší ředitel Moravského zemského muzea Karl Hucke a později jej získalo muzeum darem do svých sbírek.

## Lokalita Holý kopec
Při stavbě brněnského seřaďovacího nádraží probíhaly v letech 1939–1940 současně i rozsáhlé záchranné práce na výzkumu polykulturní sídlištní lokality v trati Holý kopec, vzdálené několik set metrů jihovýchodním směrem od výše uvedeného keltského pohřebiště. Výzkum vedl archeolog Moravského zemského muzea Josef Skutil. Zachyceny byly především objekty kultury s moravskou malovanou keramikou z období neolitu. Kromě množství fragmentů keramických nádob často s bohatou malovanou výzdobou a broušených a štípaných kamenných nástrojů byly nalezeny i fragmenty tzv. Venuší – typických neolitických keramických ženských idolů s gracilní horní částí těla s rozpjatýma rukama naznačenýma pahýly a malou hlavou s jen naznačeným obličejem; oproti tomu spodní část těla od pasu dolů je mohutná, s obrovskými hýžděmi a silnýma nohama. Tyto ženské idoly jsou považovány za symboly plodnosti. Jedna taková plastika byla nalezena celá, neporušená. Četné byly i objekty halštatské a prozkoumán byl i jeden objekt z doby laténské.

## Uložení nálezů
Všechny výše uvedené nálezy jsou uloženy ve sbírkách Archeologického ústavu Moravského zemského muzea v Brně.